# Zaprionus spineus
Zaprionus spineus är en tvåvingeart som beskrevs av Tsacas och Chassagnard 1990. Zaprionus spineus ingår i släktet Zaprionus och familjen daggflugor.
Artens utbredningsområde är Kongo-Kinshasa. Inga underarter finns listade i Catalogue of Life.